# آی‌دیلیوجی
آی‌دیلیوجی (انگلیسی: IWG) شرکت مدیریت تأسیسات بریتانیایی است، که در سال ۱۹۸۹ تأسیس شد.